# ویلگوژ
ویلگوژ (به لاتین: Wielgorz) یک روستا در لهستان است که در گمینا مورده واقع شده‌است.